# Soiuz 15
Soiuz 15 (rus: Союз 15, Unió 15) va ser un vol espacial tripulat en 1974 que havia d'haver estat la segona missió a l'estació espacial soviètic Saliut 3 amb objectius presumptuosament militars.
Llançat el 26 d'agost de 1974, la nau espacial Soiuz va arribar a l'estació, però els cosmonautes Lev Diomin i Guennadi Sarafànov no van poder acoblar la nau, ja que va aparèixer un problema amb el sistema d'acoblament automàtic. Sense suficient combustible per a intents llargs d'acoblament manual, la missió va ser abandonada. La tripulació va tornar a la Terra el 28 d'agost. Els observadors es van basar en una anàlisi de la finestra de llançament per concloure que s'havia planejat un vol d'entre 19 i 29 dies.
Més tard, les autoritats soviètiques van declarar que no hi havia previst cap acoblament i que el vol s'havia realitzat simplement per desenvolupar tècniques per maniobrar prop de l'estació espacial. També van dir que es va provar un nou sistema d'acoblament automàtic que s'utilitzaria en la futura nau de transport Progress.

## Tripulació
| Posició         | Cosmonauta                             | Cosmonauta                             |
| --------------- | -------------------------------------- | -------------------------------------- |
| Comandant       | Guennadi Sarafànov Primer vol espacial | Guennadi Sarafànov Primer vol espacial |
| Enginyer de vol | Lev Diomin Primer vol espacial         | Lev Diomin Primer vol espacial         |

### Tripulació de reserva
| Posició         | Cosmonauta     | Cosmonauta     |
| --------------- | -------------- | -------------- |
| Comandant       | Borís Volínov  | Borís Volínov  |
| Enginyer de vol | Vitali Jólobov | Vitali Jólobov |

### Tripulació en suport
| Posició         | Cosmonauta           | Cosmonauta           |
| --------------- | -------------------- | -------------------- |
| Comandant       | Viatxeslav Zúdov     | Viatxeslav Zúdov     |
| Enginyer de vol | Valeri Rojdéstvenski | Valeri Rojdéstvenski |

## Paràmetres de la missió
- Massa: 6760 kg
- Perigeu: 173 km
- Apogeu: 236 km
- Inclinació: 51.6°
- Període: 88.5 min